# Татищево
Татищево (на руски: Татищево) е селище от градски тип в Русия, административен център на Татищевски район, Саратовска област. Населението му към 1 януари 2018 година е 7498 души.